# Cantone di Void-Vacon
Il Cantone di Void-Vacon era una divisione amministrativa dell'arrondissement di Commercy.
È stato soppresso a seguito della riforma complessiva dei cantoni del 2014, che è entrata in vigore con le elezioni dipartimentali del 2015.
Comprendeva i comuni di:
- Bovée-sur-Barboure
- Boviolles
- Broussey-en-Blois
- Laneuville-au-Rupt
- Marson-sur-Barboure
- Méligny-le-Grand
- Méligny-le-Petit
- Ménil-la-Horgne
- Naives-en-Blois
- Ourches-sur-Meuse
- Pagny-sur-Meuse
- Reffroy
- Saulvaux
- Sauvoy
- Sorcy-Saint-Martin
- Troussey
- Villeroy-sur-Méholle
- Void-Vacon